# Daw Khin Myint Myint
Ne pas confondre avec Daw Khin Myint Myint, une enseignante en arts martiaux dans les années 1950.
Ne pas confondre avec Myint Myint Khin (en), une actrice de cinéma née en 1934 en Birmanie britannique.
Daw Khin Myint Myint, né en 1944 dans la région de Bago, et morte le 19 septembre 2009, est une Miss Birmanie et femme d'affaires. Elle a obtenu le titre "Agga Maha Siri Thudhama Thaingi" en raison de sa philanthropie.

## Biographie
Elle naît en 1944 dans la région de Bago. Étudiante au lycée Myoma à Yangon, appelé maintenant BEH Dagon (1), elle y remporte des prix dans différents évènements sportifs tels que le lancer de javelot, de disque et du poids.
En 1961, elle devient Miss Birmanie et, avant ses 18 ans, participe à Miss Univers 1961 à Miami Beach en Floride. Elle s'oriente ensuite vers le monde des affaires, gestion des usines de riz, importation de véhicules en provenance du Japon et investissement dans la production alimentaire, avant l'introduction d'une économie "market-oriented" en 1988. 
Durant plusieurs années, elle fait des dons à des événements sociaux, des organisations religieuses et des services de santé et d'éducation pour un montant qui s'élève à plus de 300 millions de kyats. Elle est présidente de l'Association des Femmes Entrepreneurs de Birmanie (« Myanmar Women's Entrepreneurs Association »), et occupé différents postes au « Myanmar Women's Traditional Sports Club », « Myanmar Body Beauty and Body Building Federation », « Myanmar Disabled Sportsperson Club » et plusieurs autres organisations non gouvernementales.
À la suite d'une crise cardiaque, elle décède le 19 septembre 2009 à l'âge de 66 ans. Elle laisse dans le deuil son mari, U Myat Thin Aung et six enfants.